# Northern Service Flight Company
Northern Service Flight Company — чартерная авиакомпания, принадлежащая Вьетнамской народной армии.
Один из двух авиаперевозчиков страны, работающих по коммерческому контракту с компанией Vietnam Air Service Company, в рамках которого осуществляет пассажирские перевозки на вертолётах туристических групп, сотрудников нефте- и газодобывающих предприятий, а также предоставляет транспортные услуги для VIP-персон.
Штаб-квартира авиакомпании и её порт приписки находится в ханойском аэропорту Зялам.

## Флот
- Ми-8
- Ми-17
- Ми-172
- Eurocopter EC155